# Чаир (Скопье)
Чаир — квартал в городе Скопье, столице Македонии. Расположен на северном берегу реки Вардар. С 2004 года южные части квартала вошли в состав общины Чаир, а северные — в общину Бутел.
Чаир — один из самых старых кварталов Скопье.
По переписи 2002 года, Чаир насчитывал 64 773 жителей.
| Национальность | Всего  |
| -------------- | ------ |
| македонцы      | 15 628 |
| албанцы        | 36 921 |
| турки          | 4500   |
| цыгане         | 3083   |
| румыны         | 78     |
| сербы          | 621    |
| бошняки        | 2950   |
| другие         | 992    |